# Списак година
Страница у наставку садржи информације о догађајима у појединим годинама.